# Die Linie Steinburg
Die Linie Steinburg GmbH ist ein regionales Busunternehmen im Kreis Steinburg. Die Linie Itzehoe betreibt seit 2022 den Stadtverkehr der Kreisstadt sowie das Teilnetz Süd.
Das Unternehmen ist ein Zusammenschluss der Busunternehmer Lutz Rathje, der mit Rathje-Reisen bereits zuvor Regionalbuslinien im Kreis bediente, und Jürgen Ubben, der mit Vineta Steinburg zuvor den Stadtverkehr betrieb. Derzeit werden 40 neue Busse für den Linienverkehr angeschafft.

## Linien
Seit Januar 2022 gehört der Kreis Steinburg zum Hamburger Verkehrsverbund (HVV), wodurch das Steinburger Liniennetz verändert wurde. Im Stadt- und Regionalverkehr wurden Linien an die vierstellige Liniennummer angepasst, Haltestellennamen geändert und Linienwege verändert.
Lutz Rathjes Unternehmen Rathje-Reisen betreibt neben der Linie Steinburg ebenfalls einige Regionalbuslinien, insbesondere im Teilnetz Nord. Dort sind auch Busse der Linie Steinburg anzutreffen.

### Stadtverkehr Itzehoe
Die Linien im Stadtverkehr fahren üblicherweise montags bis freitags im 30-Minuten-Takt, an sonnabends im 60-Minuten-Takt und sonntags sowie feiertags im 120-Minuten-Takt.
Bei den Linienwegen wurde sich am alten Liniennetz orientiert, das die Linien 1, 3, 4, 5, 8 und 9 umfasste. Gefahren wurde anfangs noch mit den Mercedes-Benz Citaro C2 (Euro 5) aus dem Bestand von Vineta. Im Laufe des Jahres 2022 kommen die neu angeschafften Citaro C2 (Euro 6) hinzu und lösen die alten Busse ab.
| Linie | Linienweg | Takt in der Woche                    | Anmerkungen |
| ----- | --- | ------------------------------------ | --- |
| 6101  | ZOB – Bf. – Rathaus – Ostlandplatz – Elbeblick – RBZ – Rathaus – Bf. – ZOB bzw. ZOB – Bf. – Rathaus – Ostlandplatz – Elbeblick – Rathaus – Bf. – ZOB | halbstündlich                        | Ringlinie |
| 6102  | Heiligenstedtenerkamp – Wellenkamp – ZOB – Sude/West – Klinikum / – IZET                                                                             | halbstündlich                        | entspricht ehemaliger Linie 4 Endpunkte Klinikum und IZET wechseln sich ab |
| 6103  | ZOB – Bf. – Suder Allee – Edendorf außerdem ZOB – Bf. – Rathaus – Kratt, Bachstraße                                                                  | halbstündlich (nach Kratt stündlich) | entspricht ehemaliger Linie 5 die Linienverläufe 'ZOB nach Kratt' sowie von 'ZOB nach Edendorf' werden nie in einer Fahrt gefahren, d. h. wer von Edendorf nach Kratt möchte, muss am ZOB in die „andere“ 6103 umsteigen |
| 6104  | Klinikum – Ostlandplatz – Bf. – ZOB – Bf. – Rathaus – Oelixdorf                                                                                      | halbstündlich                        | entspricht ehemaliger Linie 8 |
| 6105  | Emil-von-Behring-Str. – Klinikum – Bf. – ZOB – Bf. – Wellenkamp – Kremperheide (– Bahrenfleth – Neuenkirchen)                                        | halbstündlich                        | entspricht ehemaliger Linie 9 Neuenkirchen wird stündlich angefahren |
| 6106  | ZOB – Bf. – Liethberg – Heiligenstedten – Liethberg – Bf. – ZOB                                                                                      | halbstündlich                        | Start- und Endpunkt sind ZOB Bus fährt direkt wieder zum ZOB ohne Endpunkt in Heiligenstedten |

### Regionallinien
Die wichtigsten Regionallinien, auf denen die Linie Steinburg fährt:
| Linie | Linienweg                                                                                        | Takt in der Woche  | Anmerkungen             |
| ----- | ------------------------------------------------------------------------------------------------ | ------------------ | ----------------------- |
| 6150  | Itzehoe ZOB – Ottenbüttel – Hohenaspe – (Drage) – Schenefeld – Puls / (– Reher – Hohenweststedt) | stündlich          | Linie von Rathje-Reisen |
| 6160  | Itzehoe ZOB – Ottenbüttel – Mehlbek – Schenefeld – Hanerau-Hademarschen                          | etwa zweistündlich | Linie von Rathje-Reisen |
| 6170  | Itzehoe ZOB – Heiligenstedten – Oldendorf – Huje – Kleve – Wacken – Besdorf                      | stündlich          | Linie von Rathje-Reisen |
| 6520  | Itzehoe ZOB – Krempe – Borsfleth – Glückstadt                                                    | zweistündlich      |                         |
| 6530  | (Glückstadt Bf. –) Glückstadt, Am Markt – Kollmar – Neuendorf – Elmshorn ZOB                     | unregelmäßig       |                         |
| 6550  | Itzehoe ZOB – Lägerdorf – Rethwisch – Hohenfelde – Horst – Elmshorn ZOB                          | halbstündlich      |                         |